# Maison Brayé
La maison Brayé est un édifice situé sur la commune de Bosc-le-Hard, en Seine-Maritime, en France. Le manoir fait l’objet d’une inscription au titre des monuments historiques depuis 1961.

## Historique
La ville subit un incendie au milieu du XVIIe siècle. 
Le manoir est construit au XVIIIe siècle.
Le monument est inscrit comme monument historique depuis le 14 février 1961.